# Tommy Stewart
Tommy Stewart (Gadsden, 19 november 1939) is een Amerikaans trompettist, arrangeur, componist en plaatproducent.

## Biografie
John T. 'Fess' Whatley trainde Stewart, Erskine Hawkins, Dud Bascomb, Paul Bascomb en Sun Ra (eerder bekend als Herman Blount). Whatley onderwees muziek aan de Industrial High in Birmingham, die toentertijd een van de grootst bevolkte highschools was in de Verenigde Staten met meer dan 3500 studenten. Alvin 'Stumpy' Robinson, de directeur aan de Washington Jr High School, was ook maatgevend in Stewarts ontwikkeling.
Tommy Stewart schreef zich in aan het Alabama State College zonder te weten hoe hij het lesgeld moest betalen. Het probleem loste zichzelf op toen hij zich voegde bij het in 1929 geformeerde studenten-jazzorkest Bama State Collegians met Erskine Hawkins, Avery Parrish, Joe Newman, Sam Taylor, Julian Dash, Benny Powell en Vernall Fournier. Andere muzikanten die speelden waren Clarence Carter, Fred Wesley (James Brown) en Walter Orange (The Commodores). De populaire band verdiende genoeg geld om Stewarts studie voor de volgende vier jaar te financieren.
Hij ging naar de Alabama State University, waar hij de Bama State Collegians leidde (voorheen geleid door Erskine Hawkins). Later studeerde hij jazzarrangement aan de Eastman School of Music. Hij studeerde ook arrangement bij John Duncan, een klassiek componist en onderwijzer aan de Alabama State University. Stewart verbond zich aan Omega Psi Phi van de Gamma Sigma Chapter aan de Alabama State University Campus.

## Muziekcarrière
In 1956 speelde hij met Roy Hamilton. In 1963 trad Stewart op met Willie Hightower, L.C. Cook en Junior Parker tijdens de zomervakantie. Hij arrangeerde muziek voor Eula Cooper, The Mighty Hannibal, Sandy Gaye en het Langston-French Duo (Langston is een ex-Pip en Gladys Knight's neef). De meeste van deze gearrangeerde opdrachten vonden plaats bij Tragar Records van Jessie Jones.
Tijdens de jaren 1970 werkte hij bij de Gold Lounge als begeleider van Gladys Knight & the Pips en The Tams. In 1971 ging hij op weg met de show van Johnnie Taylor met Jackie Moore, King Floyd, Z.Z. Hill en The Stylistics, die populair waren door de song You're a Big Girl Now. Hij was chef-arrangeur voor de tv-show Nightlife South in 1972, die 25 weken draaide. In 1973 schreef hij nummers voor het album The Burning of Atlanta van The Spirit of Atlanta voor Buddah Records. Werkend voor GRC Records/Aware Records arrangeerde hij songs voor John Edwards (die zich later voegde bij The Spinners) en Loleatta Holloway.
Stewart toerde in 1976 als muzikaal leider met Johnnie Taylor met diens 'Disco Lady Tour' en diende als Ted Taylors muzikaal leider. In 1973 leidde hij Taylors band terwijl ze optraden tijdens The Midnight Special met als gastheer Wolfman Jack. Laat jaren 1970 werkte Stewart samen met de producent Marlon McNichols uit Detroit om disco op te nemen met Final Approach, Cream De CoCo, Tamiko Jones, Moses Davis en Stewarts album, dat de song Bump & Hustle Music bevatte. Stewart arrangeerde in 1977 voor Luther Ingram  en Johnny Baylor (Ingram was manager en eigenaar van KoKo Records).
In 1976 bracht hij zijn debuutalbum Tommy Stewart uit voor Abraxis Records. Stewart produceerde Martha Highs soloalbum voor Salsoul Records en schreef de meeste songs. Het was rond deze tijd dat hij de band Ripple produceerde met de song The Beat Goes On en Southside Coalition, geformeerd met sommige van Stewarts voormalige studenten van de Archer High School in Atlanta. 
Hij werkte met Major Lance aan twee albums, toerde in 1983 met The Tams en deed arrangementen voor het album The Lack of Communication van Serena Johnson. In 1990 formeerde hij het African American Philharmonic Orchestra met oprichter en orkestleider John Peek. In 1992 verhuisde hij van Atlanta naar Birmingham.

## Als onderwijzer
Hij onderwees aan de highschool van 1961 tot 1963 aan de Fayette High School in St. Clair County. In 1969 verhuisde hij naar Atlanta en onderwees hij in Fayetteville. Hij werkte ook voor het Morris Brown College, waar hij band-arrangementen deed. Hij onderwees jazz en deed bandarrangementen aan het Morehouse College van 1974 tot 1985. Hij onderwees ook bandklassen aan de West End High School in Birmingham van 1991 tot 2001. Hij onderwees ook 'A Survey of Popular Music' aan de Georgia State University in 1979.
Van 2005 tot 2007 diende Tommy Stewart als faculteitslid van het educatief programma aan de Alabama Jazz Hall of Fame onder directeur Ray Reach van Student Jazz Programs. In deze functie was hij ook lid van de Alabama Jazz Hall of Fame All-Stars.

## Discografie
- 1973: The Spirit of Atlanta – The Burning of Atlanta (Buddah Records)
- 1976: Tommy Stewart – Same (Abraxas)
- 1976: Whole Darn Family – Has Arrived (Soul International)
- 1977: Luther Ingram – (KoKo)
- 1977: Ripple – Sons of the Gods (Salsoul Records)
- 1978: Opus 7 – Opus 7 (MCA Records)
- 1978: Stevo – Musica Negra (Oliva Cantu)
- 1980: Ojeda Penn – Happiness (IFE)
- 1980: Tommy Stewart and His Orchestra (Circle Records)
- 1981: Hambone – Big Fat Juicy Fun (Salsoul)
- 1981: Major Lance – I Wanna Go Home (Columbia)
- 1981: Sil Austin + Tommy Stewart and His Orchestra (Circle)
- 1981: Solar Source – Now's the Time (AVI)
- 2012: Tommy Stewart – Disco Love Affair (Cultures of Soul)

12"
- 1976: Cream de Coco - Wiggle wiggle wiggle / Disco strut (Free Spirit)
- 1976: Final Approach - We Like To Boogie / Que Passa (Goldplate)
- 1976: Tamiko Jones - Let It Flow (T.K. Disco)
- 1978: Moses - Love to live / Something about you (Pure Silk)
- 1979: Mad Dog Fire Department - Cosmic Funk (T.K. Disco)
- 1979: Martha High - He's My Ding Dong Man / Wallflower (Salsoul)
- 1979: Martha High - Showdown / He's My Ding Dong Man (Salsoul)
- 1979: Sherman Hunter - Dancing Down The Avenue (T.K. Disco)
- 1981: Sherman Hunter - Dance To Freedom (Dealers Choice)
- 1984: Reanna Coleman – You're In My Pocket (Konduko)
- 2004: Tommy Stewart - Bump & Hustle Music (niet uitgebrachte 11 minuten versie bootleg) (G.B. Music)
- ????: Gregory Jolly - I Want To Clap My Hands For The Power / What' Em Doing Is My Business (G-K Productions)
- ????: Masheen - Time / Get Up & Get Down (G-K Productions)
- ????: Papa Gotta Live – Disco Harp / Music Man (G-K Productions)
- ????: Sil Austin – Disco Music / Disco Lady (Jerri)
- ????: Stevo - Pay The Price / Party Night (G-K Productions)
- ????: Stevo - Pay The Price / Party Night (T.K. Disco)

45, 7"
- 1969: Barbara Hall – Broken Hearted / Big Man (Tuska)
- 1969: Buddy Cantrell – Why Did You Leave Me? / You Ain't No Good (Tuska)
- 1969: Eula Cooper – I Can't Help If I Love You / Since I Fell for You (Tragar)
- 1969: Langston and French – Let's Get Funky / Tumbling Down (Tragar)
- 1969: Nathan Wilkes – Now that I Am Wise / Strange Feeling (Tragar)
- 1969: Richard Cook – Love is So Mean / Somebody's Got to Help Me (Tragar)
- 1969: Richard Marks – Did You Ever Lose Something / Never Satisfied (Tuska)
- 1969: Richard Marks – Home for the Holidays / Mr. Santa Claus (Tuska)
- 1969: Richard Marks – I'm the Man for You / Cracker Jack (Tuska)
- 1969: Sandy Gaye – He's Good for Me / Talk Is Cheap (Moonshot)
- 1969: Sandy Gaye – Watch the Dog That Bring the Bone / Talk Is Cheap (Tragar)
- 1974: Loleatta Holloway – Casanova (Aware)
- 1974: Loleatta Holloway – Cry to Me (Aware)
- 1974: Loleatta Holloway – H-E-L-P Me, My Lord (Aware)
- 1974: Loleatta Holloway – I Know Where You're Coming From / Show Must Go On (Aware)
- 1975: 3rd World Band – Disco Hop / Let's Boogie at the Disco (Abraxas)
- 1975: Calvin Arnold – Friendly Neighborhood Freak (IX Chains)
- 1975: Loleatta Holloway – Casanova / Only a Fool (Aware)
- 1976: Clinton Harmon – I Want to Get Close to You (Note Records)
- 1976: Sil Austin – Disco Lady / Disco Music (Jerri)
- 1976: South Side Coalition – Get Down Get Down / The Power–Play (Brown Dog)
- 1976: Terry and Deep South – Trying to Get By (Bama)
- 1981: Ojeda Penn – Brotherson (IFE)
- 1984: Louistine – Self Serve Woman / Don't Take Me On (Plexus)
- 1984: Miss Louistine – Tired of Being Alone / I Don't Want to Love Nobody But You (NWE)
- 1986: Harold Daniels – Don't Snatch It Back / Instrumental (Southern Tracks)
- ????: Clinton Harmon – Can't Help the Way I Feel About You (Barnstorm Records)
- ????: Funny Bone – Ride on Bones / Bring It Home (Camp–Bell)
- ????: Lyn Westbrook – African Strut Part1 / African Strut Part2 (Esprit)
- ????: Stev–O – Easter Parade / Disco Bunny (G.K. Disco Series)
- ????: Stevo – Pay the Price / Party Night (Shield)

- Library of Congress Control Number: n2015060717
- MusicBrainz: f5174634-0a7b-4656-96a6-f87f580ff701
- Virtual International Authority File: 447144783076360297896
- WorldCat: E39PBJkTcFYHqQ8QctHvMGgMyd